# Lamu County
Lamu County ist ein County in Kenia. Die Hauptstadt des Countys ist Lamu Town. Im Lamu County lebten 2019 143.920 Menschen auf 6.273,1 km².

## Geografie
Lamu liegt an der Nordküste von Kenia und ist eines der sechs Counties mit Küstenzugang in Kenia. Es grenzt im Südwesten an Tana River County, im Norden an Garissa County, im Nordosten an Somalia und im Südosten an den Indischen Ozean. Zum Festland kommen über 65 Inseln, die gemeinsam den Lamu-Archipel bilden. Die Gesamtlänge der Küste beträgt 130 km.

## Gliederung
Lamu ist in folgende Divisionen gegliedert:
- Amu
- Faza
- Hindi
- Kiunga
- Kizingitini
- Mpeketoni
- Witu

## Bevölkerung
Das Countie verfügt über eine vielfältige Bevölkerung, die aus Swahilis, Arabern, Koreni, Boni, Ormas und Migrantengemeinschaften aus dem Rest des Landes besteht. 2012 wurde die Bevölkerung  auf 112.252 Personen geschätzt, darunter 58.641 Männer und 53.611 Frauen. Aufgrund des historisch hohen Einflusses der arabischen Kultur an der Küste Ostafrikas bilden Muslime eine Bevölkerungsmehrheit. Durch verschiedene Infrastrukturprojekte und bessere wirtschaftliche Möglichkeiten werden viele Migranten aus anderen Teilen des Landes angelockt, wodurch die Sozialdienste des Counties überlastet werden.
2014 betrug die Fertilitätsrate 4,3 Kinder pro Frau. Im selben Jahr war die Bevölkerung im Mittel 7 Jahre zur Schule gegangen.

## Wirtschaft
Fischerei und Tourismus sind für Lamu die wichtigsten Wirtschaftszweige. Die Altstadt von Lamu zählt seit 2013 zum UNESCO-Welterbe. Mangrovenexport, Handel, traditionelle maritime Aktivitäten und traditionelle Holzschnitzereien haben eine stabile wirtschaftliche Basis für das Wachstum der Stadt geschaffen. Weitere wirtschaftliche Aktivitäten sind Kunsthandwerk wie das Herstellen von Kofias (traditioneller Stickerei-Hüte) und die Landwirtschaft. Durch das LAPSSET-Projekt (Lamu Port Southern Sudan-Ethiopia Transport) soll der Hafen von Lamu ausgebaut werden und mit den Ländern Südsudan und Äthiopien verbunden werden, wodurch wirtschaftliche Impulse erhofft werden.
2017 lag das BIP pro Kopf im County bei 244.379 Kenia-Schilling (ca. 4.880 Internationale Dollar) und belegte damit Platz 6 unter den 47 Counties des Landes.